# Afalla Issen
Afalla Issen  (in arabo افلا يسن‎?) è un centro abitato e comune rurale del Marocco situato nella provincia di Chichaoua, regione di Marrakech-Safi. Conta una popolazione di 8 129 abitanti (censimento 2014).